# Blokadnyj dnevnik
Blokadnyj dnevnik è un film del 2020 diretto da Andrej Evgen'evič Zajcev. Il film è il vincitore del Festival cinematografico internazionale di Mosca.

## Trama
In una Leningrado innevata all'inizio della seconda guerra mondiale, una giovane donna di nome Ol'ga, che ha seppellito il marito, pensando di non avere molto tempo da vivere si reca da suo padre per salutarlo.